# 東京薬科大学の人物一覧
東京薬科大学の人物一覧（とうきょうやっかだいがくのじんぶついちらん）は、東京薬科大学に関係する人物の一覧記事。

## OB・OG

### 政界
- 石井道子 - 第34代環境庁長官
- 松本純 - 第92代国家公安委員会委員長
- 常田享詳 - 自由民主党元参議院議員
- 池田幸太郎 - 北海道名寄市元市長

### 財界
- 上原昭二 - 大正製薬名誉会長
- 歌橋憲一 - ニチバン創業者、藍綬褒章
- 河合亀太郎 - 河合製薬創業者、藍綬褒章
- 宇野正晃 - コスモス薬品創業者・会長

### 教育・研究
- 廣部千恵子 - 薬学者、元清泉女子大学教授
- 板倉啓壱 - シティオブホープ医学研究所教授
- 金沢貴憲 - 静岡県立大学薬学部准教授
- 胡桃坂仁志 - 東京大学定量生命科学研究所教授、ERATO研究総括
- 小曽戸洋 - 北里研究所教授
- 並木徳之 - 静岡県立大学薬学部教授
- 三宅正紀 - 静岡県立大学薬学部講師

### 文学
- 上遠恵子 - エッセイスト、レイチェル・カーソン日本協会理事長
- 青木やよひ - ノンフィクション作家
- 綿貫礼子 - 科学ライター、エコロジスト
- 大坪砂男 - 探偵小説作家
- 車谷弘 - 小説家、俳人、文藝春秋専務取締役
- 常見千香夫 - 歌人

### 芸能
- 谷崎十郎 - 俳優
- 野村昭子 - 女優
- 石川進 - 歌手
- Ryo - ミュージシャン、ケツメイシ
- 葉山奈美 - 元アイドル

### その他
- 新井葉月 - 漫画家
- 早野實希子 - 薬剤師、セラピスト、内外美容研究家

この項目は、ウィキプロジェクト 大学のテンプレートを使用しています。